# Jules Jouy
Pour les articles homonymes, voir Jouy.
Jules Théodore Louis Jouy, est un goguettier, poète français et chansonnier montmartrois né à Bercy le 27 avril 1855, et mort à Paris 12e le 17 mars 1897.

## Biographie

### Origines et débuts
Né quartier de Bercy, Jules Jouy est le fils de Jules Théodore Jouy et d'Anna Udoxie Mech.
Issu d'un milieu très modeste, Jules Jouy travaille comme garçon boucher après l'école primaire, tout en continuant à lire autant qu'il le peut, fréquentant les goguettes de son quartier et commençant à composer des chansons. Marqué par la Commune de Paris, il part pour l'armée à 20 ans dans le service auxiliaire en raison d'une malformation au bras droit.
À 21 ans, en avril 1876, il commence à publier dans Le Tintamarre, journal fondé par Léon Bienvenu, plus connu sous le sobriquet de Touchatout, des chansons et articles où percent déjà ses thèmes de prédilection : l'anticléricalisme, la république, l'injustice, les ouvriers, le macabre, avec une véritable fascination pour la guillotine. La même année, il commence à écrire dans Le Sifflet.
Il fréquente la célèbre Goguette de la Lice chansonnière, puis organise une autre goguette, Le Rire gaulois, au Café Michel, rue des Vieilles-Haudriettes, à partir du 4 juillet 1878, où se croisent Georges Baillet, Charles Robinot-Bertrand et des lycéens. En septembre 1878, il commence à collaborer au journal Le Sans-culotte. Ce périodique, fondé par le dessinateur Alfred Le Petit, un républicain virulent qui milite pour l'amnistie des communards et combat le cléricalisme, ne dura que deux années.
Parallèlement à son activité de rédacteur dans Le Tintamarre et Le Sans-culotte, Jules Jouy écrit des chansons pour le café-concert, composant des poèmes qu'il publie d'ailleurs dans ces journaux. Jules Jouy qui, après la boucherie, a exercé entre-temps plusieurs petits métiers, est à l'époque peintre en porcelaine. Il développe alors une intense activité d'écrivain de chansons et finit par choisir d'en faire son métier. En dépit du succès de ses œuvres, il connaît des conditions de vie extrêmement précaires.
Ses articles au Tintamarre commence à en agacer certains. Le 4 octobre 1878, un duel à l'épée a lieu entre lui et Georges Duval, journaliste à L'Évènement, accusé d'avoir plagié Balzac, et se tient sur la frontière belge ; blessé à la main, Jouy demanda à ses témoins, dont le journaliste Gustave Batiau, l'arrêt au bout du quatrième assaut.

### Carrière

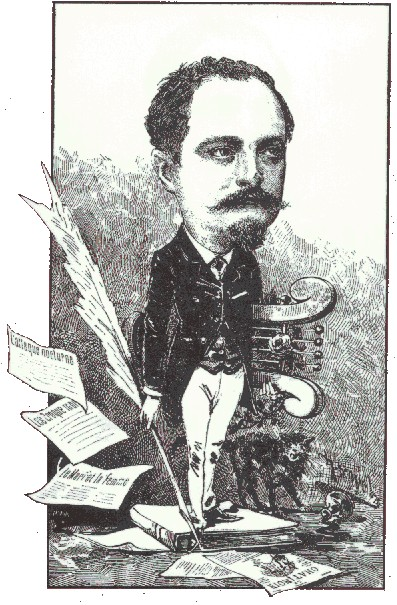
Caricature de Jules Jouy.

Fin 1878, Jules Jouy fréquente le Cercle des Hydropathes animé par Émile Goudeau au quartier latin. Devenu rédacteur en chef du journal des Hydropathes, Jules Jouy publie un règlement interne loufoque de ladite société :
Article 1er : L'assemblée des Hydropathes se compose de la sonnette du Président.
Article 2 : La susdite sonnette est chargée de faire observer le présent article.
Après la disparition du groupe des Hydropathes en juillet 1880, il continue son activité de rédacteur dans différents journaux et écrit toujours des chansons et des revues. Il rencontre Aristide Bruant et écrit avec lui plusieurs chansons à succès, et une revue à spectacle, La Soupe et le bœuf présentée à La Scala durant l'hiver 1880 — il est à noter que Jouy se fit porter absent durant les répétitions. Le 13 décembre suivant, nouveau duel à l'épée sur la frontière suisse, cette fois l'opposant à Émile Cohl, son ancien camarade des Hydropathes, combat qui se termina par de légères blessures.
En septembre 1881, il rejoint le groupe des Hirsutes fondé par le pianiste et organiste Maurice Petit.
À partir de cette époque, il quitte le Quartier latin et la rédaction du Tintamarre, s'installe du côté de Montmartre, et va fonder de nombreux journaux. Avec « l'illustre Sapeck », chef de file des Fumistes, il fonde en décembre 1881 L'Anti-concierge,, éphémère organe officiel de défense des locataires. Il en paraît seulement sept numéros. Le même mois, Jules Jouy commence une activité de chansonnier au cabaret du Chat Noir que vient de fonder Rodolphe Salis et devient un proche de Coquelin cadet.
En avril 1882, il fonde Le Journal des merdeux dont les textes et dessins sont consacrés aux excréments. Ce journal, dont il écrit les textes et dont les dessins sont de Eschbach, est aussitôt interdit au motif de son « caractère pornographique » et d'outrage aux bonnes mœurs.
Le 3 mai 1883, il est parmi les très proches de la famille du peintre Édouard Manet, durant son enterrement.
En septembre 1883, Jules Jouy fonde le banquet-goguette La Soupe et le Bœuf qui se réunit au Cabaret des assassins.
Fin 1883, le succès vient pour lui avec la chanson Derrière l'omnibus, musique de Louis Raynal, chantée par Paulus, grande vedette de l'époque à l'Éden-Concert. Peu après, il fait la connaissance de Jules Vallès au cabaret du Chat noir et ébauche une collaboration avec son journal Le Cri du peuple.
Au début de 1884, il collabore au journal La Lanterne des curés qui est condamné pour « outrage et obscénité ». Il publie, du 30 mars au premier juin 1884, l'hebdomadaire Le Journal des assassins,. Le 2 septembre suivant, nouveau duel à l'épée, cette fois l'opposant à Georges Meusy, journaliste à L'Intransigeant ; le témoin de Jouy est Rodolphe Salis.
En juin 1885, Jules Jouy préside une goguette, La Goguette moderne. Durant l'année 1886, il collabore avec Ernest Gerny, le duo connait un grand succès à L'Eldorado. En août de la même année, il reprend sa collaboration avec le journal Le Cri du peuple, y publiant quotidiennement « la Chanson du jour », un poème de sa composition, et s'éloigne un temps du Chat noir.
En 1887, il écrit La Veuve, poème sur la guillotine et la peine de mort. Il est dit avec un grand succès dans les cabarets montmartrois par lui-même, Paul Félix Taillade et Mévisto. Fin janvier de cette même année, il prenait parti pour Clément Duval, anarchiste condamné à mort (et qui fut gracié) dans Le Cri du peuple. Le 25 mai, il est présent durant l'incendie de l'Opéra-Comique ; témoignant du drame, on apprend qu'il réside au 158 rue du Faubourg-Saint-Denis.
Début 1888, il publie son premier recueil, intitulé Chansons de l'année. Fin mars 1888, il cesse sa collaboration au journal Le Cri du peuple et commence à écrire pour le journal Le Parti ouvrier, dès le premier numéro du 8 avril, avec une reprise de sa chronique « la Chanson du jour ».
Fin juin 1889, il quitte Le Parti ouvrier et rejoint le journal Le Paris. La même année, il publie son deuxième recueil, Chansons de bataille. Son troisième paraît en 1890 La Chanson des joujoux, qui comprend vingt chansons pour enfants.
En 1892, paraît son quatrième recueil, La Muse à bébé (Flammarion). Faussement adressé aux enfants, il est en fait destiné aux adultes. Son activité de goguettier se poursuit au Chat noir : il préside le 31 janvier 1892 la première réunion de la Goguette du Chat Noir et participe à ses activités.
En octobre 1894, il prend la direction du Cabaret des Décadents situé au 16 bis rue Fontaine, qui a succédé au Café des incohérents. Jouy s'y produit, qualifié de « doyen des chansonniers montmartrois ». Ce cabaret, qui inspira à Toulouse-Lautrec des représentations, est régulièrement fermé par ordre de la Préfecture de police. En février 1896, il est repris par Marguerite Duclerc sous le nom de Concert Duclerc.
Dès le 10 novembre 1894, Jouy rejoint le nouveau magazine illustré de Félix Juven, Le Rire.
À la suite d'une brouille d'une partie de la troupe du Chat Noir avec Rodolphe Salis, Jouy fonde le Nouveau Cabaret du Chien Noir en mars 1895, au Nouveau-Cirque, situé 251 bis rue Saint-Honoré, avec Alphonse Allais, Théodore Botrel, Paul Delmet, Émile Goudeau, Vincent Hyspa, et Victor Meusy.

### Dernières années

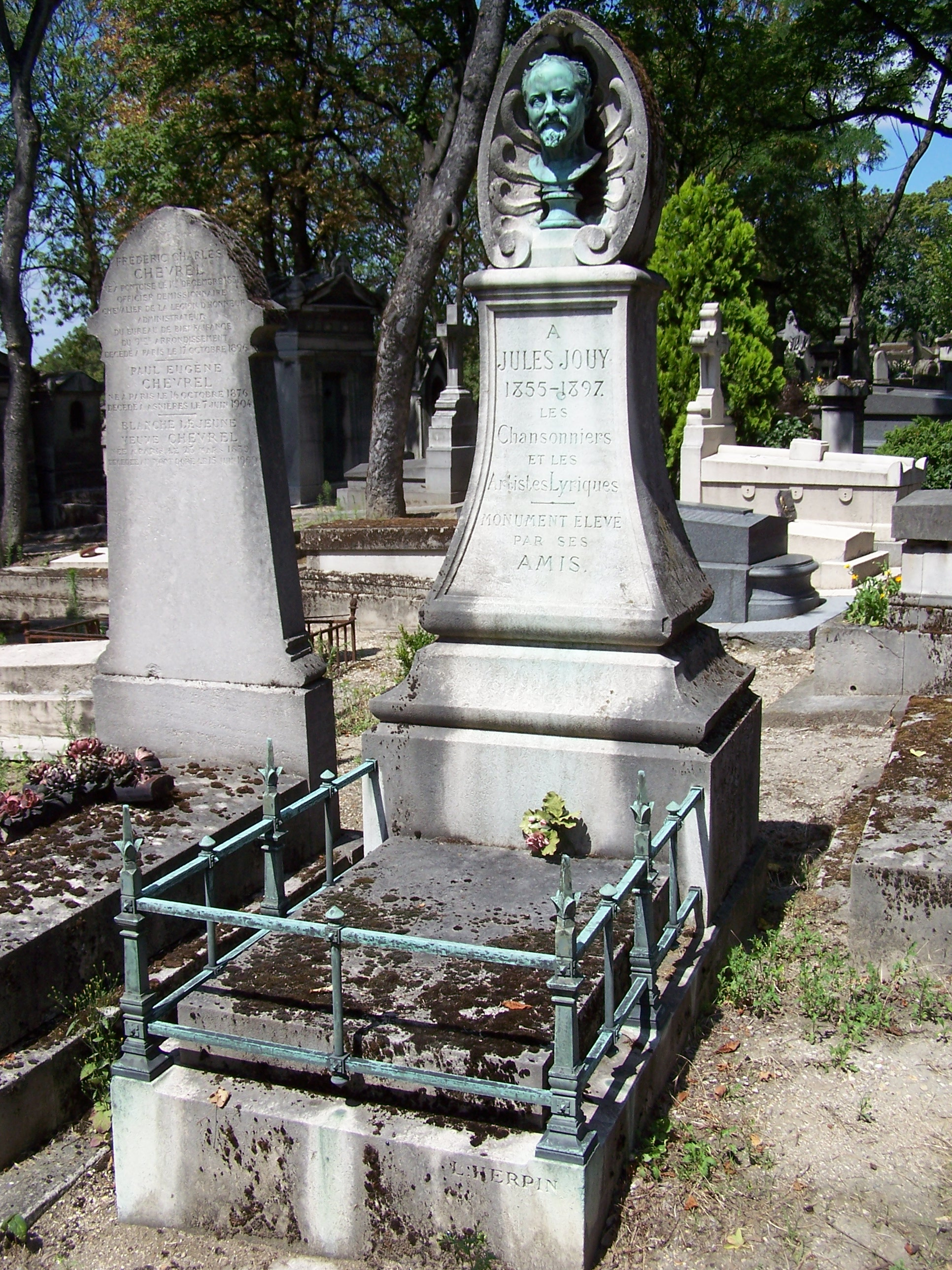
La tombe de Jules Jouy au cimetière du Père-Lachaise.

Les efforts surhumains qu'il a accomplis dans son combat contre le boulangisme et ses multiples activités de cabaret, achèvent de ruiner une santé déjà très altérée par l'abus du tabac et de l'absinthe. Ses troubles mentaux le rendant dangereux, ses amis sont amenés à le faire interner dans une clinique psychiatrique située 90 rue de Picpus à Paris, début mai 1896 : le 7, est organisé un spectacle à la Gaité, mené par Francisque Sarcey, soirée destinée à récolter des fonds pour son internement.
Victime d'une paralysie générale, il meurt fou à l'âge de 41 ans le 17 mars 1897 à 10 h 40 du matin. Trois jours plus tard l'ensemble des chansonniers montmartrois suivent son enterrement au cimetière du Père-Lachaise. Sa sépulture, située dans la 53e division, dans laquelle son corps a été transféré en mai 1898, est ornée d'un buste en bronze par Dalou.
En 1902, Léon de Bercy lui rend hommage dans Montmartre et ses chansons (éd. H. Darangon) :

« Jules Jouy – Le roi des chansonniers ! Comme André Gill, son ami, il mourut fou. Nous le conduisîmes au Père-Lachaise par une belle matinée du printemps de 1897, et Xavier Privas prononça sur la tombe ouverte, en quelques mots émus, l'éloge funèbre qui dit le regret unanime de tout ce que Montmartre comptait alors de chansonniers et de poètes. La presse tout entière rendit hommage au talent merveilleux du défunt, qui s'était fait tout seul, avec un courage et une persévérance indomptables. »

## Postérité
Pendant quatre ans, durant la crise boulangiste, Jules Jouy parvient à publier chaque jour dans la presse une chanson d'actualité. Sa facilité et sa rapidité le font surnommer « la chanson faite homme ». Pianiste et compositeur à ses heures, Jules Jouy a écrit des centaines de chansons de café-concert qui ont paru à la une de journaux socialement très engagés comme Le Cri du peuple, fondé par Jules Vallès, Le Parti ouvrier, Le Paris... Ces chansons furent créées par les plus grandes vedettes de l'époque : Yvette Guilbert, Thérésa, Marguerite Dufay, Polin, Bonnaire, Marguerite Réjeane, Anna Judic, Félix Galipaux, Fragson, Paulus, Sulbac, Mévisto aîné, Kam-Hill, Coquelin cadet, Aristide Bruant, Théodore Botrel, etc., et dans les principales salles parisiennes : L'Eldorado, La Scala, Le Pavillon de l'horloge, Le XIXe siècle, Le Parisiana, La Gaîté, A Ba-Ta-Clan, Les Ambassadeurs, L'Européen, L'Éden-concert, L'Alcazar d'été.
Jules Jouy est l'auteur[Où ?] de la célèbre maxime : « L'heure c'est l'heure : avant l'heure c'est pas l'heure et après l'heure c'est plus l'heure ».
En 1924, le poème de Jules Jouy La Veuve est, à la demande de Damia, mis en musique par Pierre Larrieu. Cette version chantée est créée et enregistrée par elle la même année.

### Un virage antisémite (1886-1895)
Tout en étant proche d'Émile Zola dont il vantera plusieurs fois les écrits (i.e. Le Ventre de Paris, La Terre), Jules Jouy opère un virage antisémite au moment de la sortie de La France juive, l'essai d'Édouard Drumont publié en mai 1886. Sous couvert d'humour, il livre au Grelot le 11 mai 1886, une parodie de l'hymne national rebaptisé La Marseillaise des Juifs. D'avril 1888 à juin 1889, Jules Jouy publie dans le journal de Jean Allemane, Le Parti ouvrier, deux cents chansons, dont les trois quarts sont des attaques  contre le populisme du général Boulanger, qu'il a baptisé « l'infâme à barbe » ; par ailleurs, il s'en prend aussi à Henri Rochefort (dit « la frousse »). Les boulangistes le baptisent en retour « le Poète chourineur » [« beuglant »]. Les 6 et 7 novembre 1888, après plusieurs jours sans rien publier dans ce journal, Jouy livre Les Accaparés dédié à Édouard Drumont et Jacques de Biez, un texte dans lequel il s'en prend aux financiers, et où on peut lire « Sachez-le, gros barons / Nous vous rattraperons. / Mauvaise teigne, / Nous serrerons à mort : / Quand le Juif saigne : / C'est notre Argent qui sort ! ». Cette première forme d'antisémitisme « de plume » se manifeste chez Jouy alors même que l'Affaire Dreyfus n'existe pas encore (elle est connue du public le 24 octobre 1894), mais advient quelques semaines avant que Drumont et Biez, dédicataires donc, ne forment la Ligue nationale anti-sémitique de France. Après un nouveau silence, Jouy publie une nouvelle chanson le 28 novembre suivant, La Valse des écus, dans Le Parti ouvrier, à nouveau ouvertement antisémite. Cette hargne chez Jouy ira en s'accentuant alors même que la Ligue meurt en 1890. Proche de Willette, celui-ci l'accueille dans Le Pierrot, lequel journal publia dans les années 1893-1895, des croquis et des chansons à caractère antisémite. Par ailleurs, en juillet 1893, Jouy livre à La Libre Parole illustrée d'Édouard Drumont plusieurs textes dont une chanson pastichant le mythe du Juif errant, puis le 20 décembre 1894, son texte le plus extrême, Les Petits Youpins, dont la conclusion sonne comme un appel au meurtre.

## Œuvre

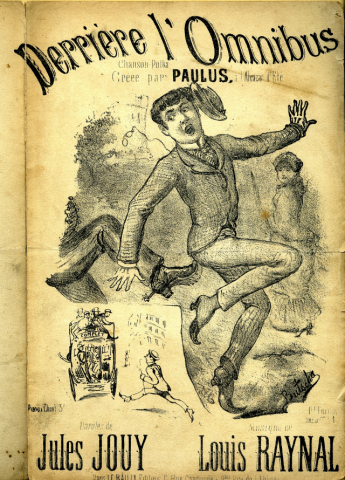
Derrière l'Omnibus, partition illustrée par Butscha (1883).

### Recueils publiés sous son nom
- La Soupe et le bœuf : Monologue en prose raconté par Coquelin cadet, A. Patay, 1887.
- Les Bancs de la promenade, monologue en prose, A. Patay, 1888.
- Les Chansons de l'année 1887, dessin de Willette, Bourbier et Lamoureux, 1888.
- Chansons de bataille, dessin de Willette, C. Marpon et E. Flammarion, [1889].
- La Chanson des joujoux : poésies, musique de Cl. Blanc et L. Dauphin, recueil de 30 fascicules illustrés par Adrien Marie, couvertures de Jules Chéret, éditions Henri Heugel, 1890.
- La Muse à bébé, illustré par J. Gerlier, éd. E. Flammarion, 1892.

### Quelques chansons
Les musiques des chansons de Jules Jouy, qui en écrivit près de 3 000, sont composées par des musiciens réputés, parmi lesquels on peut citer Henri Albertini, Henri Chatau, Félix Chaudoir, Léopold Gangloff, Louis Ganne, Ernest Gerny, Gustave Goublier, Paul Henrion, Gaston Maquis, Eugène Poncin, Louis Raynal, Félicien Vargues…
Parmi ses chansons :
- 1880 : Les Petites Mains de ma Mie, musique de Paul Henrion, créée par Léon Debailleul (1845-1916).
- 1883 : Derrière l'omnibus, chanson-polka, musique de Louis Raynal, créée par Paulus à l'Alcazar d'été.
- 1886 : Le Temps des crises[46], sur l'air du Temps des cerises. Dédicace : A mon ami Georges de Labruyère.
- 1887 : La Terre, paroles et musique de Jouy, créée par Thérésa à l'Eldorado. Dédicataire : Émile Zola.
- 1887 : Le Tombeau des fusillés[47], sur l'air de La chanson des Peupliers de Frédéric Doria (30 mai).
- 1887 :  La Veuve, musique de Pierre Larrieu. Dédicace : A mon ami Octave Mirbeau.
- 1888 : Louise Michel. Dédicace : À Louis Montégut ; La Terre[48], paroles et musique de Jules Jouy, créée par Thérésa ; Haut-le-cœur, sur l'air de On les guillotinera de A. Potney. Dédicace : À Clovis Hugues.
- 1894 : La Soularde, musique d'Eugène Poncin, éd. Meuriot, créée par Yvette Guilbert.
- 1895 : Marche lorraine, paroles de Jules Jouy et Octave Pradels, musique de Louis Ganne, créée par Marius Richard ; Fille d'ouvriers, paroles de Jules Jouy (première version février 1887), musique Gustave Goublier

### Enregistrements modernes
- 1924 : La Veuve, poème de Jules Jouy, mis en musique par Pierre Larrieu, chanté et enregistré par Damia.
- 1968 : Chansons « contre », disque enregistrée par Marc Ogeret :

- - Le Pain volé
  - La Grande Berceuse[49]
  - Le Bal de l'hôtel de ville
  - L'Enterrement (interprétée par Paulus)
  - Aux électeurs du Nord
  - La Carmagnole des Corbeaux
  - Chanson des houilleurs
  - Chanson du chiffonnier
  - La Soularde (interprétée par Yvette Guilbert)

## Pour approfondir